# Blasiistraße 2a, 3 (Quedlinburg)

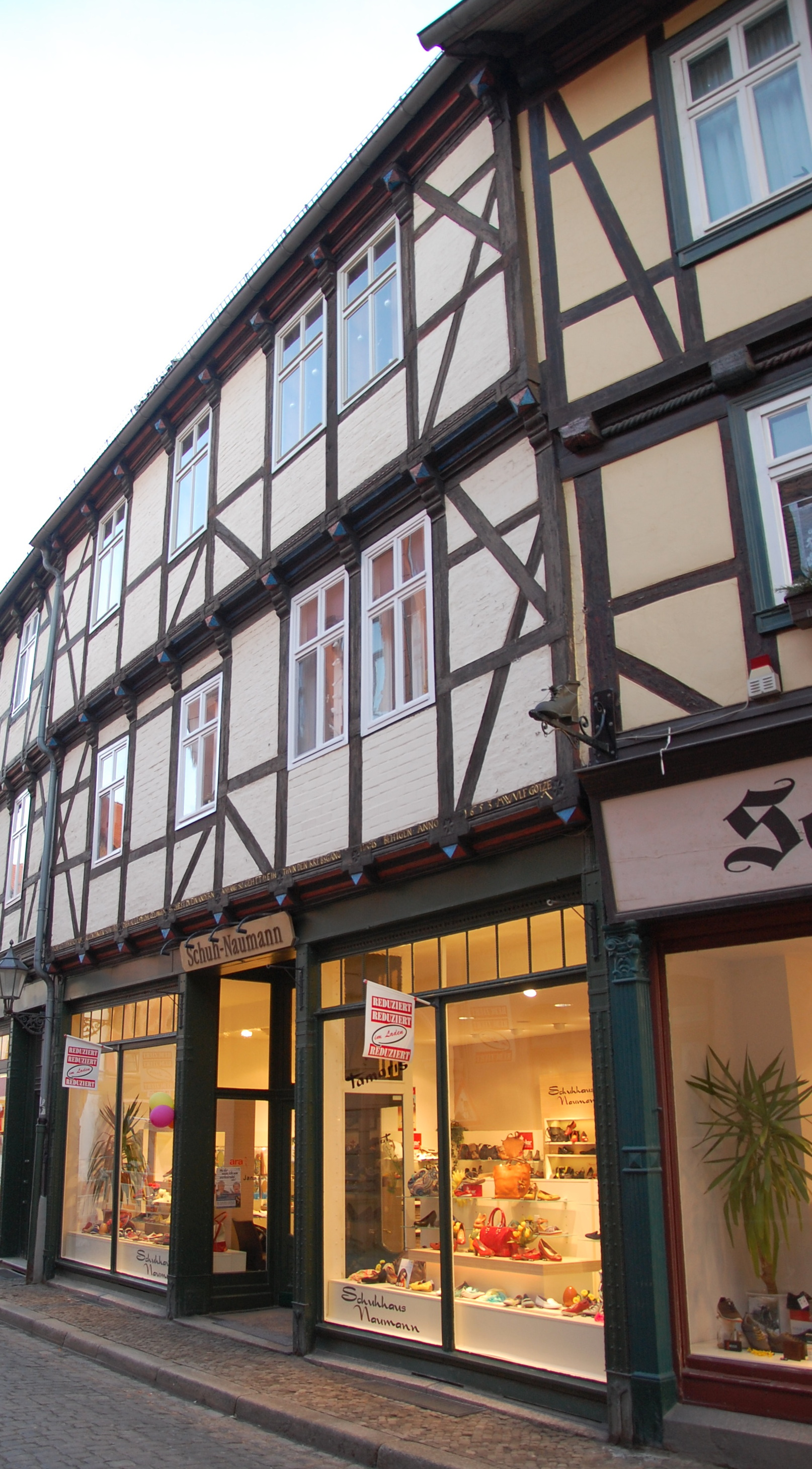
Haus Blasiistraße 2a

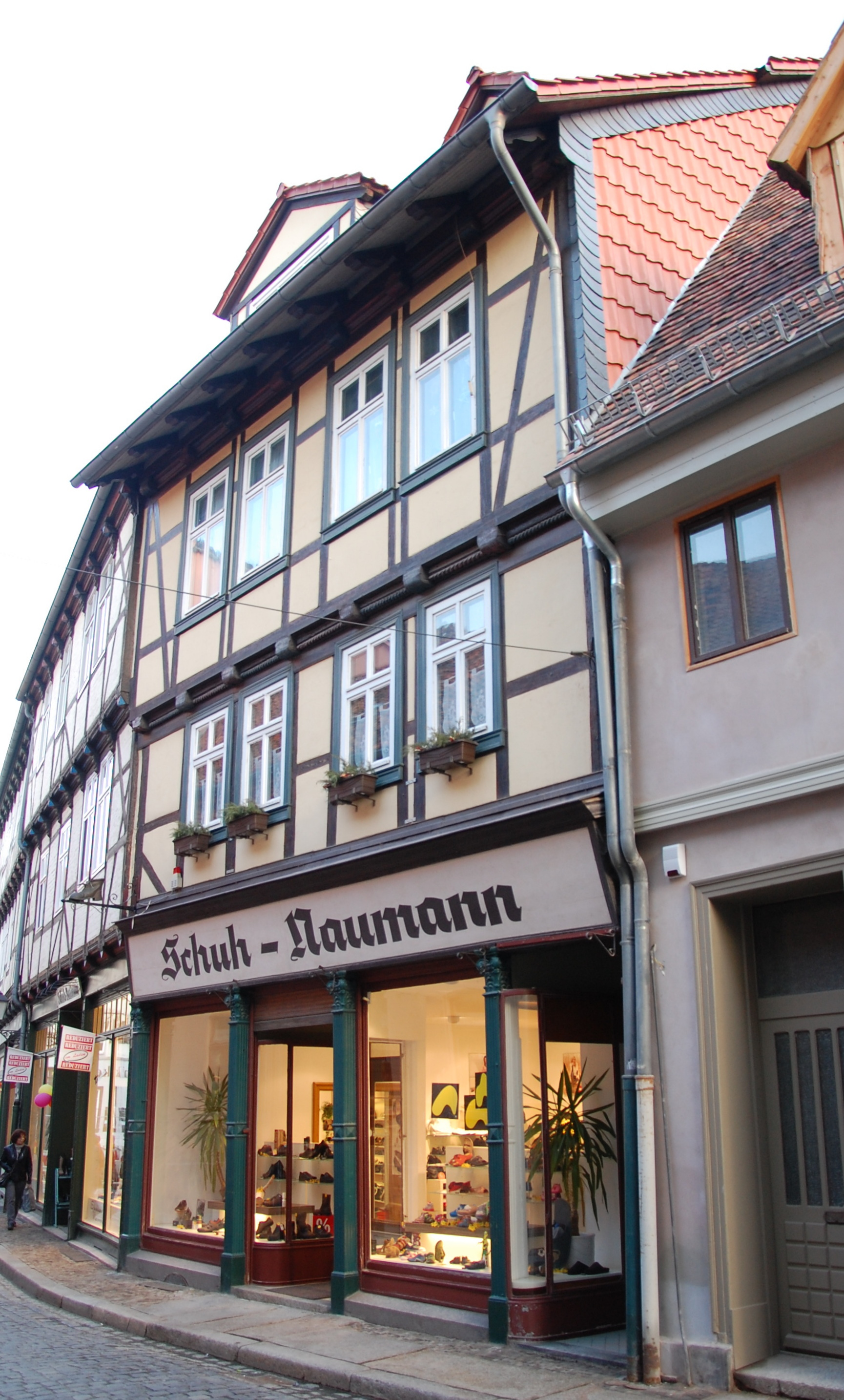
Haus Blasiistraße 3

Das Haus Blasiistraße 2a, 3 ist ein denkmalgeschütztes Gebäude in der Stadt Quedlinburg in Sachsen-Anhalt.

## Lage
Es befindet sich auf der Südseite der Blasiistraße südwestlich des Quedlinburger Marktplatzes und gehört zum UNESCO-Weltkulturerbe. Im Quedlinburger Denkmalverzeichnis ist das Anwesen als Wohnhaus eingetragen. Östlich schließt sich das gleichfalls geschützte Haus Blasiistraße 2, westlich das Haus Blasiistraße 4 an. Auf der nach Süden ausgerichteten Rückseite grenzt das Grundstück an die Straße Word.

## Architektur und Geschichte
Nach einer mit einem Beil verzierten Inschrift M. WULF GÖTZE entstand das dreigeschossige Fachwerkhaus im Jahr 1653 durch den Baumeister Wulf Goetze. Es ist der letzte nachweisbare Bau Goetzes, der wohl auch das Nachbarhaus Blasiistraße 2 schuf. Baumeister war, wie auch in der Nummer 2, Hans Bethge, wobei die Nummer 2a nach der Inschrift bereits für seinen Sohn Andreas Bethge vorgesehen war, der ab 1660 dann auch als Eigentümer geführt wurde. Die Fachwerkfassade ist mit Schiffskehlen, Kerbschnittmedaillons und Pyramidenbalkenköpfen verziert. Die Inschrift ist in das Holz eingeschnitzt. Bei früheren Bauten war es in Quedlinburg zuvor üblich, dass die Schrift erhaben aus dem Balken herausgearbeitet wurde. Am Erdgeschoss entstand später eine Fassade im Jugendstil.
Der westliche Gebäudeteil, Blasiistraße 3, stammt in seinem Kern aus der Spätrenaissance, wurde jedoch im 19. Jahrhundert weitgehend erneuert. Im Dachwerk des Hauses ist ein historischer Drehbaum erhalten, mit dem Waren hinauf oder hinab befördert werden konnten. Der im Erdgeschoss befindliche Ladeneinbau erfolgte im Stil des Historismus. Beide Ladengeschäfte des Anwesens werden vom Schuhgeschäft Schuh-Naumann genutzt.
Auf der nach Süden zum Word hin orientierten Rückseite des Grundstücks befindet sich ein markanter Wirtschaftsbau mit im Dach integrierter Ladeluke. Möglicherweise geht dieses Gebäude bereits auf die Zeit des Spätmittelalters zurück.